# Hagiomantis superba
Hagiomantis superba es una especie de mantis de la familia Hymenopodidae.

## Distribución geográfica
Se encuentra en Brasil y Perú.